# Frédéric Coché
Frédéric Coché, né en 1975 à Pont-à-Mousson, est un auteur de bande dessinée et artiste contemporain français. Formé à l'Institut Saint-Luc de Bruxelles puis aux Beaux-Arts de Nancy, ses bandes dessinées se distinguent par une recherche formelle poussée et une narration très elliptique. Après avoir travaillé en gravure (eau-forte pour Hortus sanitatis et Vie et mort du héros triomphante), il est passé depuis 2005 et une résidence à Berlin à la peinture à l'huile. Il expose régulièrement.

## Biographie
Frédéric Coché naît en 1975
.

## Publications

### Bande dessinée
- Participation à Frigibox nos 9, 10, Fréon, 1998-1999.
- Hortus sanitatis, Fréon, coll. « Récits de villes » no 4, 2001.  (ISBN 2930204338) — Réédité en 2016 par Frémok (ISBN 9782930204994).
- Ars simia naturae, L'Œil du serpent, 2003  (ISBN 2848810017).
- Vie et mort du héros triomphante, Frémok, coll. « Amphigouri », 2005  (ISBN 2911842936).
- Hic sunt leones, Frémok et Rackham, coll. « Le Signe noir », 2008  (ISBN 9782350650258).
- La Mort du roi, Frémok, 2014  (ISBN 9782930204734).
- L'Homme armée, Frémok, 2018  (ISBN 9782390220091).
- Brynhildr - La pommerie, Frémok, Bruxelles, 15 avril 2021
Scénario et dessin : Frédéric Coché - Couleurs : noir et blanc -  (ISBN 978-2-390-22024-4) — format à l'italienne.
- L'Almageste, Frémok, coll. « Amphigouri », Bruxelles, 18 mai 2023
Scénario et dessin : Frédéric Coché - Couleurs : noir et blanc -  (ISBN 978-2-390-22038-1)

### Illustration
- Seumas O'Kelly (tr. Christiane Joseph-Trividic et Jean-Claude Loreau), Paris, Attila, 2009.  (ISBN 9782917084076)
- Clodie Hamel, L'Odyssée d'Adorno et Horkheimer, Paris, Ollendorff & Desseins, coll. « Sens figuré », 2010.  (ISBN 9782918002055)
- Iain Banks, Chant de pierre, Paris, L'Œil d'or, 2016, (couverture et illustrations intérieures)
- Iain M. Banks, Efroyabl Ange1, Paris, 2013, L'Œil d'or, (couverture et illustrations intérieures)
- Alessi dell'Umbria, Tarantella !, Paris, 2016, L'Œil d'or, (couverture)
- Anne-Marie Kapferrer, Fracas et Murmures, le bruit de l'eau au Moyen Âge, Paris, 2019, L'Œil d'or, (couverture)
- Bertrand Hell, Sang noir, Paris, 2012, L'Œil d'or, (couverture)

## Expositions

### Personnelles
- Agneau, je suis tombé dans le lait, Galerie La Ferronnerie, Paris, 8 octobre - 6 novembre 2008.
- Frédéric Coché, Orangerie du Thabor, Rennes, 15 mai - 6 juin 2010.
- La Disparition des lucioles, Galerie La Ferronnerie, Paris, 9 octobre - 11 novembre 2010.
- Parfois la vie finit bien, Galerie La Ferronnerie, Paris, 10 octobre - 10 novembre 2012.

### Collectives
- Fictions imprenables[3] avec Dominique Van den Bergh et Gérard Depralon, Galerie Deleuze-Rochetin, Arpaillargues-et-Aureillac (Gard), 2014.